# Pseudosarcopera diaz-piedrahitae
Pseudosarcopera diaz-piedrahitae är en tvåhjärtbladig växtart som först beskrevs av Gir.-cañas, och fick sitt nu gällande namn av Gir.-cañas. Pseudosarcopera diaz-piedrahitae ingår i släktet Pseudosarcopera och familjen Marcgraviaceae. Inga underarter finns listade i Catalogue of Life.